# باتريك فلين
باتريك فلين هو سياسي كندي، ولد في 8 سبتمبر 1921، وتوفي في 9 يونيو 1996. حزبياً، نشط في الحزب الليبرالي الكندي. وقد انتخب عضو مجلس العموم الكندي.